# 久坂玄瑞
久坂 玄瑞（くさか げんずい、1840年（天保11年5月） - 1864年8月20日（元治元年7月19日））は、幕末の長州藩士。玄瑞の名は通称で、諱は誠、通武（みちたけ）、義質、義助（よしすけ）と改名を重ねた。吉田松陰より「実甫」の字を与えられる。雅号は秋湖、江月斎。妻は松陰の妹・文（後の楫取美和子）。長州藩における尊王攘夷派の中心人物。栄典は贈正四位（1891年）。

## 経歴

### 幼少年期から藩医になるまで
天保11年（1840年）長門国萩平安古（ひやこ）本町（現・山口県萩市）に萩藩医・久坂良迪、富子の三男・秀三郎として生まれる（二男は早世している）。幼少の頃から城下の私塾であった吉松塾で四書の素読を受けた（この塾には1歳年長の高杉晋作も通っていた）。ついで藩の医学所・好生館に入学したが、14歳の夏に母を亡くし、翌年には兄・久坂玄機が病没した。そして、そのわずか数日後に父も亡くし、15歳の春に秀三郎は家族全てを失った。こうして秀三郎は藩医久坂家の当主となり、医者として頭を剃り、名を玄瑞と改めた。17歳の時に、成績優秀者は居寮生として藩費で寄宿舎に入れるという制度を利用して、玄瑞は藩の医学所である「好生館」の居寮生となった。身長は6尺（約180cm）ほどの長身で恰幅がよく、声が大きく美声であった。片目は少しスガメであった。

### 九州遊学から松下村塾入門へ
安政3年（1856年）、玄瑞は兄事する中村道太郎のすすめで九州に遊学する。九州各地の著名な文人を訪ね、名勝地を巡りつつ詩作にふける旅に出た。玄瑞がこの旅で作った詩は、のちに『西遊稿』としてまとめている。熊本に宮部鼎蔵を訪ねた際、吉田松陰に従学することを強く勧められた。玄瑞はかねてから、亡兄の旧友である月性上人から松陰に従学することを勧められており、久坂は萩に帰ると松陰に手紙を書き、松陰の友人の土屋蕭海を通じて届けてもらった。
まず玄瑞が松陰に送った手紙の内容は、「弘安の役の時の如く外国の使者を斬るべし。そうすれば、必ず米国は来襲する。来襲すれば、綱紀の緩んだ武士達も覚醒し、期せずして国防も厳重になるであろう」という意見であった。しかし松陰は、玄瑞の手紙をそのまま送り返し、その欄外に「あなたの議論は浮ついており、思慮も浅い。至誠より発する言葉ではない。私はこの種の文章を憎みこの種の人間を憎む。アメリカの使節を斬るのは今はもう遅い。昔の死んだような事例をもとに、現在のまったく違った出来事を解決しようということを思慮が浅いと言うのだ。つまらぬ迷言を費すよりも、至誠を積み蓄えるべきだ。実践を抜きにした言説は駄目だ」と書いて玄瑞の論を酷評した。
だが、松陰が玄瑞に痛烈な批判を加えたのは考えがあってのことだった。玄瑞を紹介した土屋への手紙に松陰は、「久坂の士気は平凡ではない。何とか大成させようと思い、力をこめて弁駁しました。これで激昂して反駁してくる勢いがあれば、私の本望です。もし、これでうわべを繕って受け入れたふりをするような人ならば、私の見込み違いであったというべきでしょう。」と玄瑞を試していたのであった。玄瑞は猛然と反駁した。「米英仏が強いことは昔の朝鮮の如きとは比較にならない。米英仏の巨大な戦艦と大砲、鉄砲には我が国は太刀打ちできない。だからといって座して国が亡びるのを待つのは如何なものであろうか。まず守りを固めるべきである。」「あなたの不遜な言説では私は屈しない」「もしあなたがこのような罵詈、妄言、不遜をなす男ならば、先に宮部殿があなたを称賛したのも、私があなたを豪傑だと思ったのも、誤りであったようだ。私は手紙に対して、憤激のあまり拳を手紙に撃ちつけてしまった。」と書いた。
松陰はすぐに返事はせずに約1カ月の間をおいて筆を執った。「今や幕府は諸外国と条約を結んでしまった。それがだめだといっても、我が国から断交すべきではない。国家間の信義を失うことは避けなければならない。外国とは平穏な関係を続けながら、我が国の力を蓄え、アジア、中国、インドと手を携えたのちに欧米諸国と対峙すればいい。あなたは一医学生でありながら空論を弄び、天下の大計を言う。あなたの滔々と語る言説はただの空論だ。一つとしてあなたの実践に基づくものはない。すべて空論である。一時の憤激でその気持ちを書くような態度はやめよ。」と返書した。
しかし、三度玄瑞は反論の筆を執った。「外国人との交易はどちらを利しているのか」「人心は現状を保つことに汲々としているが、武器はいつ備えるのか。士気はいつ高まるのか。危急存亡について誰が考えているのか」と食い下がった。これに対して松陰の3度目の返信は、それまでとはうってかわって、「あなたが外国の使いを斬ろうとするのを空論と思っていたのは間違いだった。今から米使を斬るようにつとめてほしい。私はあなたの才略を傍観させていただこう。私の才略はあなたにとうてい及ばない。私もかつてはアメリカの使いを斬ろうとしたことがあるが、無益であることをさとってやめた。そして、考えたことが手紙に書いたことである。あなたは言葉通り、私と同じにならないように断固としてやってほしい。もし、そうでないと、私はあなたの大言壮語を一層非難するであろう。」と書いた。
松陰は玄瑞に実践を求めたのであったが、玄瑞に米使を斬る手だてはなかった。ここに両者の議論に決着がついた。このやりとりの後しばらくして玄瑞は、翌安政4年（1857年）晩春、正式に松門に弟子入りした。
松下村塾では晋作と共に「村塾の双璧」、晋作・吉田稔麿・入江九一と共に「松門四天王」といわれた。松陰は玄瑞を長州第一の俊才であるとし、晋作と争わせて才能を開花させるよう努めた。そして、安政4年（1857年）12月5日、松陰は自分の妹・文を玄瑞に嫁がせた。

### 尊王攘夷運動
安政6年（1859年）10月、安政の大獄によって松陰が刑死した。
文久元年（1861年）12月、玄瑞は、松下村塾生を中心とした長州志士の結束を深めるため、一灯銭申合を創った（参加者は桂小五郎、高杉晋作、伊藤俊輔、山縣有朋ら24名）。
文久元年頃から玄瑞と各藩の志士たちと交流が活発となり、特に長州、水戸、薩摩、土佐の四藩による尊攘派同盟の結成に向けて尽力し、尊王攘夷運動、反幕運動の中心人物となりつつあった。
文久元年初めから藩論は、長井雅楽の「航海遠略策、公武合体」に傾きつつあり、5月23日、藩主は長井に、朝廷に参内させ攘夷論の朝廷を説得せしめることに成功した。しかし、これに対し玄瑞は以下の観点から反駁した。
玄瑞は長井に何度を議論を挑み、また藩主への具申をしたが、藩論は覆ることはなかった。文久元年、公武合体の考えに沿うように和宮の降嫁が実現した。
このような中、玄瑞は全国の「草莽の志士糾合」に賭けざるを得なくなる。文久2年（1862年）正月14日、坂本龍馬が剣道修行の名目で、武市半平太の書簡を携え、玄瑞との打ち合わせのため萩へ来訪した。馬関の豪商白石正一郎と結び、白石宅をアジトにして、薩摩の西郷隆盛、土佐の吉村寅太郎、久留米、筑前の志士たちとも謀議を重ねた。松門の同志は血盟を交わし、桂小五郎は、繰り返し藩主親子、藩の重臣たちに、長井雅楽弾劾を具申し続けた。4月、玄瑞は同志と共に上京し、長井の弾劾書を藩に提出する。6月、玄瑞は長井要撃を試みるが襲撃の時機を逸したため、藩に長井への訴状も兼ねて待罪書を提出するも、京都にて謹慎となる。しかし、桂小五郎らは攘夷をもって幕府を危地に追い込む考えで、藩主・毛利敬親に対し攘夷を力説し、7月6日、長井失脚に成功した。

### 廻瀾條議と解腕痴言
玄瑞は謹慎中の文久2年（1862年）8月、『廻瀾條議』と名付けた建白書を藩主に上提した。これが藩主に受け入れられ、長州藩の藩論となる。藩論は航海遠略策を捨て、完全に尊王攘夷に変更された（長井は翌年2月自刃を命ぜられた）。また翌月には、全国の尊攘派同士に向けた実践綱領の書『解腕痴言』を書いた。
『廻瀾條議』と『解腕痴言』は、結局「西洋の強大な武力に屈服する形で開国するのではなく、対等に交渉する気力を奮い起こすべきであり、それによって国力を回復させ、軍備を整えた後、対等な立場で条約締結に及ぶ」という意見であった。これは師松陰の開国的攘夷論を踏まえたものであるが、他方、「攘夷」という主張は、政権を幕府から朝廷へ回復させる倒幕という目的からも有効であると玄瑞は力説した。|『廻瀾條議』の要点は次の通りである。
同年9月、謹慎を解かれた玄瑞は、早速活動を開始する。薩長土三藩有志の会合に出席し、攘夷御下命の勅使を激励する決議をなした。また、9月末には土佐の坂本龍馬、福岡孝弟らと会い、三藩連合で近衛兵を創設する件を議した。10月、玄瑞は桂小五郎とともに、朝廷の尊王攘夷派の三条実美・姉小路公知らと結び、公武合体派の岩倉具視らを排斥して、朝廷を尊攘化した。そして同年10月、幕府へ攘夷を督促するための勅使である三条実美・姉小路公知と共に江戸に下り、幕府に攘夷の実行を迫った。これに対し、将軍・徳川家茂は翌年上京し返答すると勅旨を受け取った。

### イギリス公使館焼き討ち
江戸に着いた玄瑞は晋作と合流した。晋作は外国人襲撃を画策していたが、玄瑞は「そのような無謀の挙をなすよりも、同志団結し藩を動かし、正々堂々たる攘夷を実行するべき」と主張し、晋作と斬るか斬られるかの激論となった。それを井上聞多がうまく裁き、結局玄瑞も受け入れ、長州藩志士11名が襲撃を決行することとなった。しかし報せを聞いた長州藩世子・毛利定広や三条実美らの説得を受け、中止に終わった。その後11名の志士は、御楯組を結成し血盟した。ちなみにその趣意精神を記した「気節文章」は玄瑞が書いたものである。そして12月、彼らは品川御殿山に建設中の英国公使館焼き討ちを実行した。

### 下関戦争と光明寺党、奇兵隊
文久2年12月、玄瑞は再び佐久間象山を訪ねるため、水戸を経て信州に入った。象山を長州藩に招聘するためだったが、象山は辞退した。しかし象山は、玄瑞を数日滞在させて助言を与える。翌文久3年の正月に、この助言を藩主に詳しく説明したところから、伊藤俊輔、井上聞多らの藩費によるイギリス留学が実現した。
文久3年（1863年）1月27日に京都翠紅館にて各藩士と会合する。2月21日には朝廷の攘夷決定にもかかわらず幕府が因循しているため、玄瑞は関白鷹司輔煕の邸に推参し建白書を提出し、攘夷期限の確定を求めた。また、京都藩邸御用掛として攘夷祈願の行幸を画策した。これらが実現し、朝廷の指導権は長州が握ることとなった。
幕府は朝廷に御親兵をおくこと、攘夷期限を定めることを認めざるを得なくなり、3月には幕府より奉勅攘夷の決定が列藩に布告され、4月には攘夷期日を5月10日とする勅令が発せられた。
4月25日、玄瑞は帰藩し、5月10日に関門海峡を通航する外国船を砲撃する準備を整えるため、50人の同志を率いて馬関の光明寺を本陣とし、光明寺党を結成した。光明寺党は、他藩の士や身分にとらわれない草莽の士を糾合したものであり、その行動は藩意識を超脱したものだった。これを長州藩の玄関たる馬関の地で実行した。
この光明寺党が後の奇兵隊の前身となる。玄瑞は公卿中山忠光を首領として、久留米藩の真木和泉も加え、士卒の意気を高めた。5月10日から外国船砲撃を実行に移した（外国艦船砲撃事件）。
長州藩はアメリカ商船ベンブローク、フランス軍艦キャンシャン、オランダ艦メデューサへの攻撃を行ったが、長州藩の砲台では海峡の反対側を通る船舶には弾が届かないことが判明したため、玄瑞は、かつて松陰が書いた『水陸戦略』の「海戦は奇なり、陸戦は正なり、……夜中など賊船に潜み近づき、船腹を打ち貫き候様の術、……」に倣い、夜中に船で近づいて攻撃するという戦法を実行した。
この戦いで、長州藩の海防上の問題（旧式の青銅砲は射程が短く、外国間の報復攻撃の際に、門司側が無防備では十分な反撃ができないということ）が明らかになった。また、5月20日に朝廷の攘夷急進派の中心人物で長州藩の最も重要な後ろ盾であった姉小路公知国事参政が、何者かに暗殺された。そのため藩は5月28日、朝廷へのパイプの太い玄瑞を、朝廷への攘夷報告と対岸の小倉藩の協力要請のための使者に伴わせて京都に向かわせた。
6月1日、玄瑞ら長州藩は朝廷に攘夷の報告をし、朝廷から藩主への褒め詞を賜った。3日には、朝廷から各藩への攘夷趣旨貫徹の下達を請願した。朝廷は、5日に小倉藩へ通達。6日には列藩に対しても攘夷の趣旨が伝えられた。
攘夷実行と同時に起きた京都政界の急変に対応するため、入江九一を除き、光明寺党の中核をなしていた玄瑞、寺島忠三郎、吉田稔麿、野村靖ら松下村塾の門人たちはみな、京都、山口、馬関の間を駆け巡らなければならなくなった。
玄瑞が京都へ東上した頃、光明寺党の幹部と真木和泉、中山忠光、白石正一郎らが話し合い、新しい隊を結成することとなった。光明寺党を基として、足軽、農民、町人、工匠等の希望者を募って、隊づくりが進行した。
しかし、玄瑞が京都で政治活動中の6月1日、5日に長州藩は、アメリカ艦、フランス艦から報復攻撃を受け、長州藩軍艦2隻が撃沈、砲台が破壊され、寺、民家を焼かれた。玄瑞不在の代理として藩は6月5日、討幕挙兵を唱えて謹慎中であった高杉晋作に馬関防衛を命じ、6月6日、晋作は現地に赴任し、奇兵隊の総管となった。『奇兵隊日記』によると、光明寺党が奇兵隊へ名称変更したのは、晋作が着任以前のことであることがわかる。

### 八月十八日の政変から禁門の変へ
玄瑞は『解腕痴言』において、『幕府が攘夷の勅旨を受けながら、「優柔不断　挙を」なさぬときは、「回天の御良策」として（外国と幕府への）「御親征」あおぐ』と記していたが、真木和泉は、「攘夷の難題を以て、幕府に迫り、この攘夷の大詔を実行できない罪を正すために幕府を討伐する」という、「御親征」と「倒幕」の「名分を立てる」ための攘夷実行を長州藩主に具申した。
それらの考えに基づき、長州藩は朝廷に攘夷御親征の建白書を提出し、文久3年(1863年)8月13日、三条実美ら長州派公卿の尽力により、「大和行幸、御親征」の詔勅が発せられた。
しかし、幕府は長州の独断攘夷を問題視し、大和御幸の密謀を察知すると、会津、薩摩、中川宮朝彦親王ら公武合体派公卿らと提携し、長州藩をはじめとした急進尊攘派の動きを封ずる挙に出た。これが、八月十八日の政変であり、攘夷親征の延期、長州派公卿の更迭が行われた。
長州藩は、宮門警衛の任を解かれ、禁裏への出入りを禁じられ、これにより公武合体派が天下を圧する時期が再び到来した。なお、このクーデターの背後には、孝明天皇の「攘夷は希望するが、倒幕には反対する」という考えがあった。
この情勢のなか、玄瑞は政務座役に任じられ、藩の要職として後事を策するため、京都詰めを命じられた。その間、三条実美・真木和泉・来島又兵衛らの唱える「武力をもって京都に進発し長州の無実を訴える」という進発論を、桂小五郎らと共に押し止めていた。
しかし玄瑞は、元治元年（1864年）4月、薩摩藩の島津久光、福井藩の松平春嶽、宇和島藩の伊達宗城らが京都を離れたのを機会と捉え、急遽、進発論に転じ、長州藩世子・毛利定広の上京を要請した。
6月4日、長州にて進発令が発せられた。また、池田屋事件の報が国許に伝わると、藩は上下を挙げて激発したとされている。玄瑞は来島又兵衛や真木和泉らと諸隊を率いて東上した。
6月24日、玄瑞は長州藩の罪の回復を願う「嘆願書」を起草し、朝廷に奉った。この段階では長州藩に同情し、寛大な措置を要望する他藩士や公卿も多かったが、7月12日に薩摩藩兵が京に到着すると形勢が変わってきた。また、その頃幕府は諸藩に令を下し、京都出兵を促していた。
7月17日、男山八幡宮の本営で長州藩最後の大会議が開かれ、大幹部およそ20人ほどが集まった。玄瑞は朝廷からの退去命令に背くべきではないとして、兵を引き上げる案を出したが、来島又兵衛は「進軍を躊躇するのは何たる事だ」と詰め寄った。玄瑞は「今回の件は元々、君主の無実の罪をはらすために、嘆願を重ねてみようということであったはずで、我が方から手を出して戦闘を開始するのは我々の本来の志ではない。それに世子君の来着も近日に迫っているのだから、それを待って進撃をするか否かを決するがよいと思う。今、軍を進めたところで、援軍もなく、しかも我が軍の進撃準備も十分ではない。必勝の見込みの立つまで暫く戦機の熟するのを待つに如かずと思うが」と述べ、来島の進撃論と対立した。来島は「卑怯者」と怒鳴り、「医者坊主などに戦争のことがわかるか。もし身命を惜しんで躊躇するならば、勝手にここにとどまっているがよい。余は我が一手をもって、悪人を退治する」と座を去ったとされている。最年長で参謀格の真木和泉が「来島君に同意を表す」と述べたことにより、進撃と決定した。玄瑞はその後一言も発することなくその場を立ち去り、天王山の陣に戻った。
諸藩は増援の兵を京都に送り込んでおり、その数2万とも3万ともされる。対して長州藩は2,000に満たない数の兵力で戦いを挑むこととなった。蛤御門を攻めた来島は会津藩隊と交戦したが、薩摩藩の援軍が加わると劣勢となり、指揮官の来島が狙撃され負傷すると長州軍は総崩れとなった。来島は自害した。この時、狙撃を指揮していたのが西郷隆盛だった。

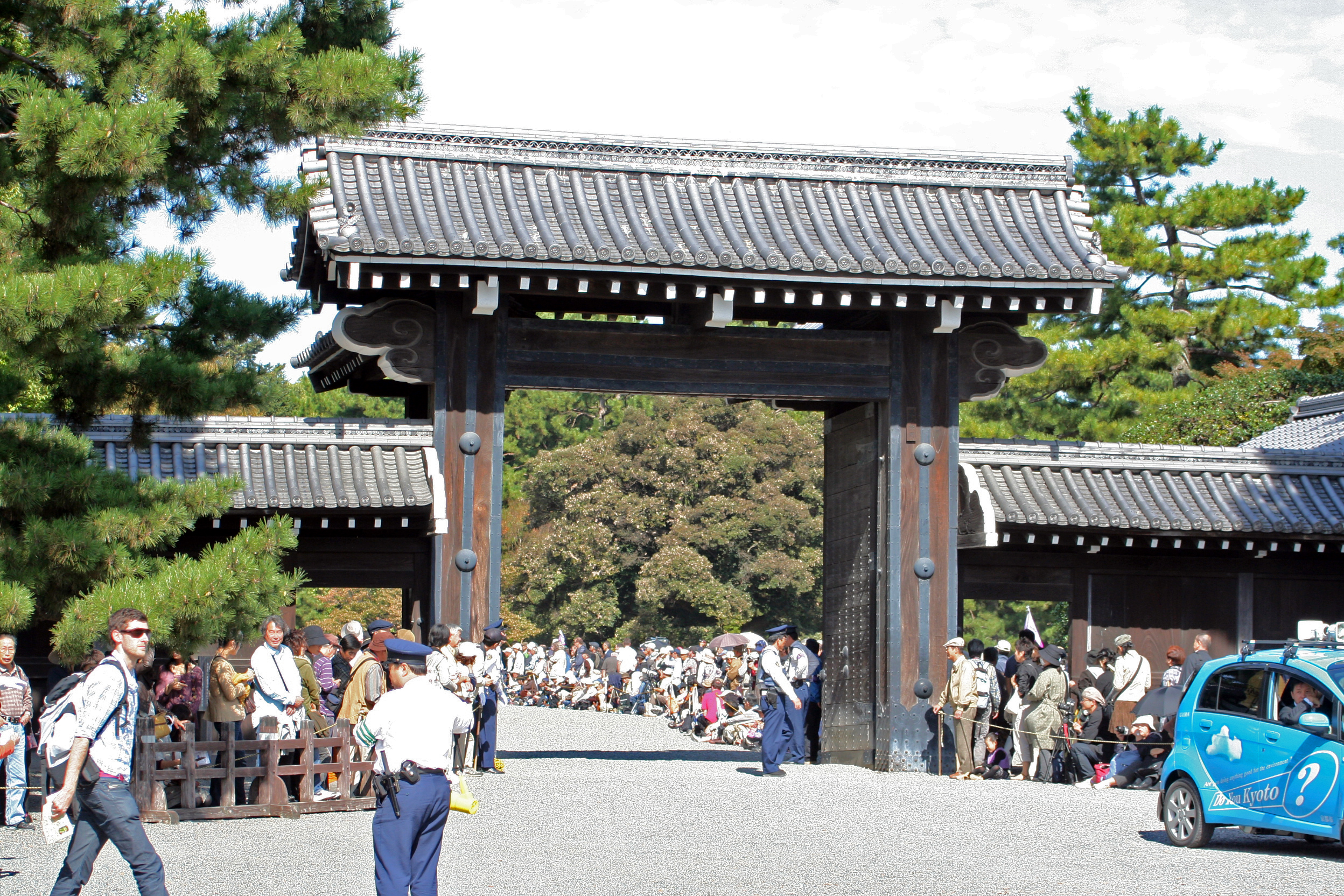
現在の堺町御門

来島隊の開戦に遅れて到着した玄瑞・真木らの隊は、既に来島が戦死し、来島隊らが総崩れとなっていることを知ったが、玄瑞は鷹司輔煕に朝廷への嘆願を要請するため、鷹司邸に近い堺町御門を攻めた。門を守備する越前藩隊を突破できなかったため、隊の兵に塀（生垣）を乗り越えさせて鷹司邸内に侵入して交戦した。玄瑞自身は鷹司邸の裏門から邸内に入った。鷹司邸に入った玄瑞は鷹司輔煕に朝廷への参内に付随し、嘆願をさせて欲しいと要請したが、輔煕はこれを拒絶、玄瑞を振り切り邸から脱出した。越前藩隊は会津藩から大砲を借り受けて表門から邸内を攻めたため、長州兵は各自逃亡を始めた。鷹司邸は既に炎上し始めていたため、玄瑞は共に自刃しようとする入江九一を説得し「如何なる手段によってもこの囲みを脱して世子君に京都に近づかないように御注進してほしい」と後を託した。ただし入江は屋敷を脱出する際に越前兵に見つかり、槍で顔面を刺されて死亡している。
最後に残った玄瑞は寺島忠三郎と共に、鷹司邸内で互いに刺し違えて、自害した。享年25。
邸宅は炎上したため、玄瑞の遺体は確認されていない、との話がある。入江の首級は変後、福井藩士が松平春嶽に許可を得て、同様の戦死者8名と共に福井藩の京の菩提寺である上善寺に手厚く葬られた。その後忘れられていたが、旧福井藩士が毛利家に連絡したため、明治30年代に碑石が修築された。この塚にかつては玄瑞も葬られていた、という話がある。

## 詩歌など

### 義烈回天百首所収

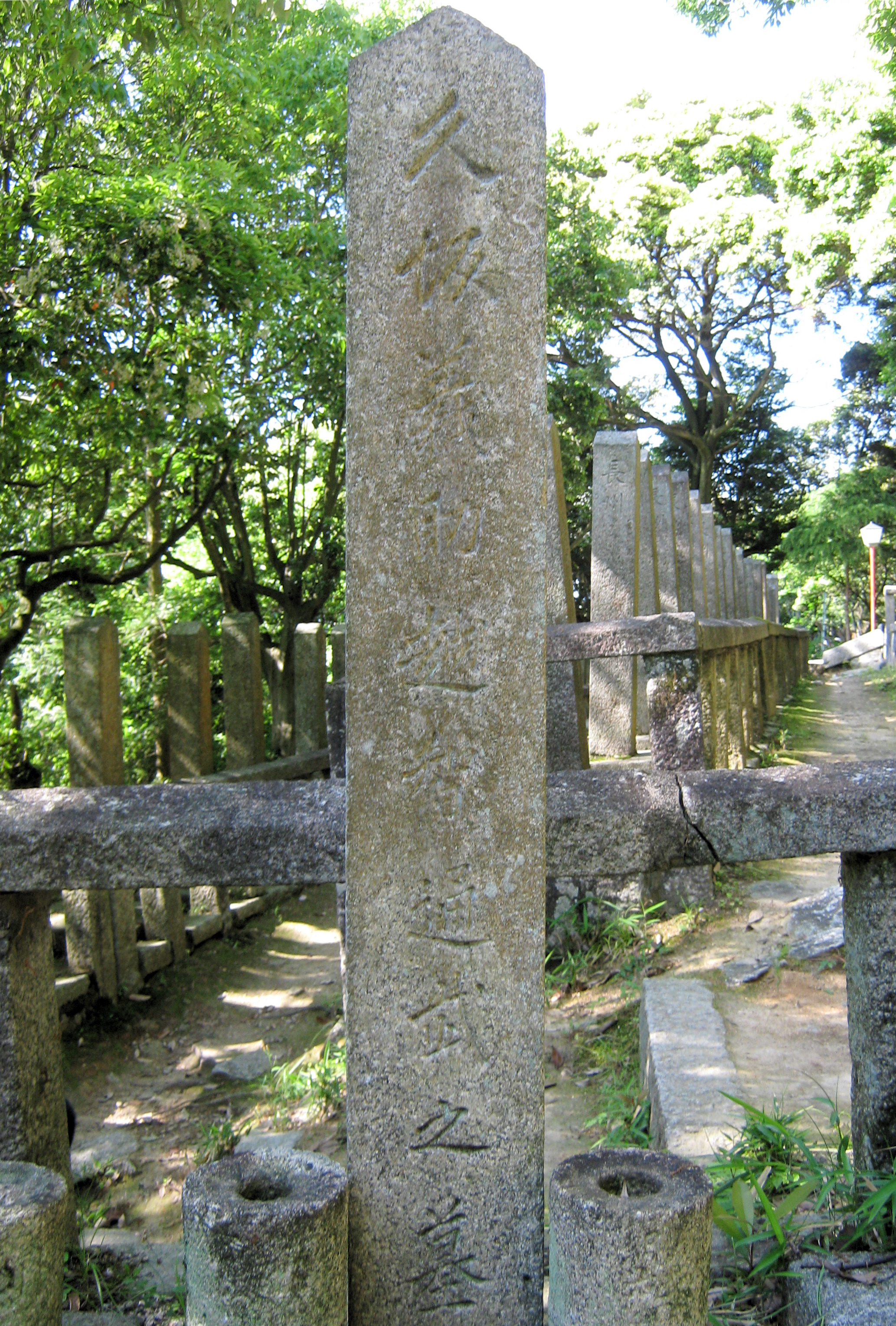
久坂玄瑞之墓、同じ長州藩高杉晋作の墓のすぐ横にある、霊山護国神社、京都市左京区

明治7年（1874年）発行の『義烈回天百首』には、玄瑞の歌が収録されている。

### 自警六則
安政6年（1859年）5月　恩師・吉田松陰が江戸に護送される直前に、自らの志を立てた『自警六則』

### 御楯武士
文久2年（1862年）3月　久坂玄瑞が尊王の思いを綴った数え歌

## 評価
- 吉田松陰
  - 「久坂玄瑞は防長に於ける年少第一流の人物で、無論また天下の英才である」[32]
  - 「玄瑞は高からざるにあらず。かつ切直人にせまる。度量またせまし。然れども自ら人に愛せられ。潔烈の操。これを行うに美才を以てす。かつ頑質なき故なり。これを要するに吾に於て良薬の別あり」[33]
  - 「久坂玄瑞は年こそ若いが、志はさかんで気魄も鋭い。しかも、その志気を才で運用する人物である。僕はかねてから、長州藩の若手中では、君を第一流の人物であると、つねに、推奨してきた。今、京都をすぎて江戸にゆこうとしている。すでに、世の中は大変革する兆候があらわれている。君は僕たち仲間の中心人物である。僕は、君の出発にあたって、君に非常の言葉を贈りたい。京都や江戸には、この大変革ととりくむ英雄豪傑が大勢いる。ゆえに、君は、彼らと大いに論じて、何をし、何をすべきかをはっきり見定めて、日本のゆくべき道をあきらかにしてほしい。それができないで、僕が第一流の人物と推奨してきた言葉を単なる私見におわらせるようなことがあれば、君は、天下の有志に対して、大いに恥ずべきである」[34]
  - 「僕はかつて同志の中の年少では、久坂玄瑞の才を第一としていた。その後、高杉晋作を同志として得た。晋作は識見はあるが、学問はまだ十分に進んでいない。しかし、自由奔放にものを考え、行動することができた。そこで、僕は玄瑞の才と学を推奨して、晋作を抑えるようにした。そのとき、晋作の心ははなはだ不満のようであったが、まもなく、晋作の学業は大いに進み、議論もいよいよすぐれ、皆もそれを認めるようになった。玄瑞もそのころから、晋作の識見にはとうてい及ばないといって、晋作を推すようになった。晋作も率直に玄瑞の才は当世に比べるものがないと言い始め、二人はお互いに学びあうようになった。僕はこの二人の関係をみて、玄瑞の才は気に基づいたものであり、晋作の識は気から発したものである。二人がお互いに学びあうようになれば、僕はもう何も心配することはないと思ったが、今後、晋作の識見を以て、玄瑞の才を行っていくならば、できないことはない。晋作よ、世に才のある人は多い。しかし、玄瑞の才だけはどんなことがあっても失ってはならない」[35]
- 木戸孝允 「時の急務を知ることは俊傑の天に負う責であり、大義を堅持することは剛者にして初めて可能である。そして、世にこの種の人はまことに稀だ。亡友久坂玄瑞は、幼少より学を好み、剛勇な気性際立って優れ、如何なる場合も俗見に随わず、慨然として天下の志を有していた。しばしば常武・京摂の間を往来して数多の志士に交わったが、それはみな当世の魁傑、ともに時事を討論し、献替して憚るところがなかった。わが長州藩で早くから気骨を高めたのは吉田松陰の徒を第一とするが、実際運動に身を挺せること久坂玄瑞に如く者は一人もいない。ゆえに吉田松陰没して後、玄瑞の風を聞いて意気を奮い起す者すこぶる多かった。時の急務を知る者にあらざれば、いかでかくの如くあり得よう。元治甲子京都の変の時、玄瑞は鷹司卿に謁見し、ある事を請うた。たまたま敵軍大いに迫ったけれども、玄瑞は少しもたじろがず、諄々として大義を説いて止まなかった。ついに用いられぬと知って初めて去り、衆とともに敵を衝いて快戦したが、身に重傷を負ってやむなく退き、自刃した。まさに死なんとして、衆を顧みながら、「僕はこれまでだ、諸君は大いに勉めてくれよ」と云い、あたかも窮迫の様子がなかった。大義を持する者にあらざればかくの如くにありえまい。世に文筆学問の徒は少しとしない。けれども徒に概念の詮索に没頭し、世務の何ものなるかを知らなかったり、名利に汲々として図書の間に老うる者ばかり多い。義勇の士もまた決して少なしとしないが、或るものは暴虎馮河して快とし、或るものは血気にはやって敢えて危険を冒す。玄瑞の如きはこれ等と相去ること大いに遠かった。これを俊傑といい剛者と称するに間違いはなかろう。玄瑞は死んだとき二十五歳であった。惜しいかな。彼をなお世にあらしめ、ますますその志すところを尽くさしめたら、成就するところ現在の如きにとどまらなかったであろうが。この頃、楫取素彦が久坂の遺稿を上梓しようとして、余に序を求めた。引き受けて遺稿を読んで見れば、正気紙面に満ち、光焔凛然、その人なお在るが如くに覚え、巻に対して忸怩たること久しうした」[36]
- 高杉晋作 「玄瑞は天下の奇傑なり。我、如何にしてこれと比するを得ん」[37]
- 西郷隆盛
  - 「お国の久坂先生が今も生きて居られたら、お互いに参議だなどと云って威張っては居られませんがな」[38]
  - 「久坂先生というお人はちょうどお地蔵様のような人でごわした」[39]
- 中岡慎太郎 「第一卓見なる者を久坂玄瑞と云う。この人かつて吉田寅次郎の門弟にして、英学も少々仕り、夷情も知る」[40]
- 横山幾太 「君子の風あり、よく人を容る。性はなはだ文才あり、音吐明晰鐘の如し。一見その風采の衆に秀出するを知るに足れり」[41]
- 中西君尾
  - 「久坂の風采は中肉にして、背高く、色は黒けれど人品賤しからで、物腰沈着て天晴れ一方の旗頭と見えました。黒の三つ紋付の羽織を着こなし、万事物数を多く言わず、武張った侍でありました。いつも遊び友達は入江九一、桂小五郎、寺島忠三郎等で、多く島原に遊びました」[42]
  - 「年若なれど久坂は至って沈着な所がある男で、その代わり一旦こうといったら後へは引かず烈火の如くなってやり通す。数名の浪人がパラパラと現れてあわや狼藉に及ぼうと致した。芸者仲居は生きたる心地はありません。すると久坂は悠々として駕籠を止めさせ、『私は長州の久坂ぢゃが貴公等は誰かな』と駕籠の中から言うと、長州の久坂と聞いただけで、その浪人どもは驚いて蜘蛛の子を散らす様に逃げた。以て久坂の名声の程もしれるし、胆力の程も知れるぢゃありませんか。だから島原の駕籠かきは、『久坂さんを乗せている程安心なことはありません。あの方が乗っていらっしゃると怖いものはありません』と言ったくらいです」[42]

## 坂本龍馬に託した書状
平成22年（2010年）4月12日、NHK大河ドラマ『龍馬伝』の放送で坂本龍馬はじめ維新の志士らへの関心が高まっている中、土佐山内家宝物資料館が、久坂玄瑞が文久2年（1862年）、萩を訪れた龍馬に託した武市半平太宛ての書状を、報道陣に公開した。
その書状の内容はおおよそ以下の通り。玄瑞の「諸侯たのむに足らず、公卿たのむに足らず、草莽志士糾合義挙のほかにはとても策これ無き事」「尊藩（土佐藩）も弊藩（長州藩）も滅亡しても大義なれば苦しからず」という考えが、龍馬の脱藩に影響したと言われている
（坂本龍馬は2月末に土佐に戻り3月24日に脱藩した）。
「草莽志士糾合義挙のほかにはとても策これ無き」とは吉田松陰の唱えた「草莽崛起論」が基になっている。

## 子孫
久坂玄瑞と妻の文との間に子はいない。そのため、小田村伊之助と先妻の寿（文の姉）との間の次男・粂次郎を養子とし、玄瑞の死後は粂次郎が久坂家を継いだ。しかし、玄瑞は京都で芸妓（辰路）との間に子をもうけており、玄瑞の死後に生まれていた。明治維新後に申し出があって認知され、この遺児・秀次郎が久坂家を継ぎ、大倉組の台湾基隆支社で勤務した。一方、粂次郎は実父の小田村伊之助改め楫取素彦のもとに戻り、楫取道明を名乗った。のちに道明は台湾で芝山巌事件に遭って殺害され、「六氏先生」の一人として祀られている。なお、道明の生母・寿の死後に素彦は文改め美和子と再婚している。

## 肖像画
今日よく知られる久坂玄瑞の肖像画は、上述の遺児・久坂秀次郎をモデルに描かれている。この肖像画は、福本義亮編『松下村塾の偉人 久坂玄瑞』（誠文堂、1934年。マツノ書店復刻、1978年）の口絵に掲載された。出典は『日本百傑伝』とするが確認できず、原図も不明である。福本は秀次郎を経済的に援助し、久坂家関係資料を譲り受けたとされ、なんらかの事情があるとも推察される。しかし、松下村塾最後の生き残りだった渡辺蒿蔵に真偽を確かめると、玄瑞ではないと断定したという。一方、渡辺は先述の福本の著書に題言を載せている。このように成立背景は不透明であるものの、久坂玄瑞の容貌を伝える唯一の肖像画であることに変わりはない。

## 影響
- 久坂葉子の久坂は久坂玄瑞・久坂文夫妻から借用した筆名[46]。
- 三島由紀夫の楯の会は玄瑞の御楯組に由来[46]。

## 演じた人
- 小林旭 ‐ 幕末太陽傳 （1957年、日活）
- 袴田吉彦 ‐ 竜馬がゆく（1997年、TBS）
- 関口知宏 ‐ 蒼天の夢 松陰と晋作・新世紀への挑戦（2000年、NHK総合）
- 高橋和也 ‐ 竜馬がゆく（2004年、テレビ東京）
- 池内博之 ‐ 新選組!（2004年、NHK大河ドラマ）
- 成田浬 ‐ オトコタチノ狂（2005年）
- 増澤ノゾム ‐ 長州ファイブ（2006年）
- 東武志 ‐ 篤姫 (NHK大河ドラマ)（2008年）
- 林泰文 - 日曜劇場 JIN-仁- （2009年、2011年）
- やべきょうすけ - 龍馬伝（2010年、NHK大河ドラマ）
- 須賀貴匡 ‐ 八重の桜（2013年、NHK大河ドラマ）
- 高橋龍輝 ‐ 幕末太陽傳（2015年、本多劇場）
- 東出昌大 ‐  花燃ゆ（2015年、NHK大河ドラマ）
- 二神光 ‐ 西郷どん（2018年、NHK大河ドラマ）
- 石田佳央 ‐ 燃えよ剣（2021年）

## 関連文献
- 林田愼之助、亀田一邦『日本の思想家50 高杉晋作 久坂玄瑞』明徳出版社、2012年
- 林田愼之助、亀田一邦『久坂玄瑞全訳詩集　久坂天籟詩文稿併録』明徳出版社、2019年
- 一坂太郎 『久坂玄瑞　志気凡ならず、何卒大成致せかし』 ミネルヴァ書房<ミネルヴァ日本評伝選>、2019年
- 『久坂玄瑞全集』全1巻、マツノ書店・復刻、1978年、再版1992年
- 妻木忠太編『久坂玄瑞文書』復刻・1983年
- 『吉田松陰全集』全10巻・別巻、山口県教育会編。元版・岩波書店、復刻・大和書房。新版・マツノ書店

## 登場する作品
小説
- 立石優『久坂玄瑞 高杉晋作と並び称された松下村塾の俊英』PHP文庫、2015年

テレビドラマ
- 『竜馬がゆく』（1968年、NHK大河ドラマ、演：津川雅彦）
- 『花神』（1977年、NHK大河ドラマ、演：志垣太郎）
- 『奇兵隊』（1989年、NTV年末時代劇スペシャル、演：永島敏行）
- 『新選組!』（2004年、NHK大河ドラマ、演：池内博之）
- 『篤姫』（2008年、NHK大河ドラマ、演：東武志）
- 『JIN-仁-』（2009年、TBS日曜劇場、演：林泰文）
- 『龍馬伝』（2010年、NHK大河ドラマ、演：やべきょうすけ）
- 『八重の桜』（2013年、NHK大河ドラマ、演：須賀貴匡）
- 『花燃ゆ』（2015年、NHK大河ドラマ、演：東出昌大）
- 『西郷どん』（2018年、NHK大河ドラマ、演：二神光）

映画
- 『幕末太陽傳』（1957年、演：小林旭）

テレビアニメ
- 『お～い!竜馬』（NHK総合、声：佐久田修）
- 『ねこねこ日本史』（Eテレ、声：大森日雅）

漫画
- 『お～い!竜馬』（原作：武田鉄矢、作画：小山ゆう、小学館）
- 『龍飛騰』（義澄了、東京三世社）
- 『気分はもう長州』（義澄了、東京三世社）
- 『甲子顛末』　（義澄了、東京三世社)
- 『ばくだん！幕末男子』(5・6巻に登場）（加瀬あつし、講談社）
- 『ツワモノガタリ』(3巻に登場）（細川忠孝、講談社）
- 『竜馬がゆく』（原作：司馬遼太郎、漫画：鈴ノ木ユウ、文藝春秋）

ゲーム
- 『Rise of the Ronin』（声：福山潤）